# Gmach Kaiserin-Auguste-Viktoria-Schule w Szczecinie
Gmach Kaiserin-Auguste-Viktoria-Schule – główny budynek szkoły Kaiserin-Auguste-Viktoria-Schule, który zlokalizowany był przy narożniku Elisabethstraße (późniejszej ulicy Kaszubskiej) oraz Johannisstraße (późniejszej ulicy Stoisława), na obszarze osiedla Nowe Miasto, w szczecińskiej dzielnicy Śródmieście.

## Architektura
Gmach Kaiserin-Auguste-Viktoria-Schule był obiektem czterokondygnacyjnym, wzniesionym w stylu neogotyckim. Fasada od strony ulicy Kaszubskiej wyróżniała się bogato zdobionym ryzalitem, do którego narożników przylegały wieloboczne wieże nakryte strzelistymi, dwuczęściowymi hełmami. Gmach ten nazywany był z powodu koloru swojej ceglanej elewacji „Rotes Haus” (pol. „Czerwony dom”).

## Historia

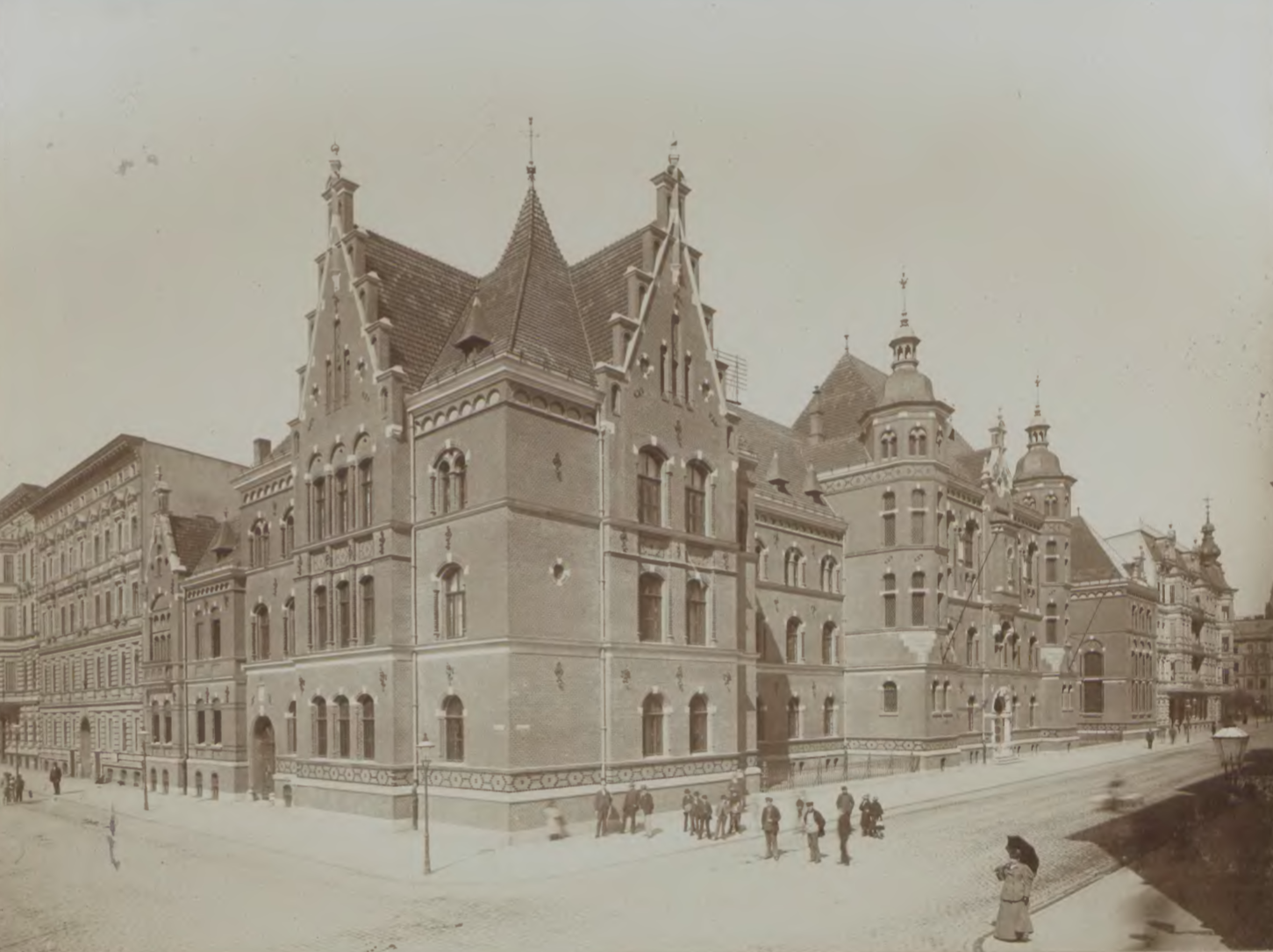
Widok z narożnika z ulicą Stoisława

Gmach przy Elisabethstraße 27 wzniesiony został w 1894 r. dla miejskiej szkoły ponadpodstawowej im. Cesarzowej Augusty Wiktorii, założonej 8 kwietnia 1814 r. jako Erziehungs- und Pensions-Anstalt für Töchter (była to najstarsza szkoła ponadpodstawowa dla dziewcząt w mieście). Mieściła się ona początkowo przy Große Domstraße 20 (ul. Farna, budynek nie zachował się). W 1840 r. została przeniesiona na Große Wollweberstraße 55 (ul. Tkacka, budynek nie zachował się), a w Wielkanoc 1857 r. na Mönchenstraße 32-33 (ul. Grodzka 7). 
Oprócz gmachu przy Elisabethstraße 27 szkoła rezydowała jeszcze w dwóch innych budynkach: od 1923 roku przy Elisabethstraße 52 (budynek ten zachował się do czasów współczesnych – ul. Kaszubska 52) oraz od 1926 roku przy Passauer Straße 4 (budynek nie zachował się). Gmach Elisabethstraße 27 został zbombardowany 30 września 1941 r. oraz w nocy 5/6 stycznia 1944 r. Z powodu dużych zniszczeń nie zdecydowano się na jego odbudowę. W miejscu gmachu szkoły wybudowano blok mieszkalny.